# Wacław Kiełtyka
Wacław „Vogg” Kiełtyka (ur. 17 grudnia 1981 w Krośnie) – polski muzyk, kompozytor i multiinstrumentalista. Absolwent szkoły muzycznej I i II stopnia oraz Akademii Muzycznej w Krakowie w klasie akordeonu. Współzałożyciel i gitarzysta grupy Decapitated, a także członek blackmetalowej formacji Lux Occulta. W latach 2008–2009 gitarzysta sesyjny deathmetalowej grupy Vader. Kiełtyka współpracował ponadto z wokalistką Renatą Przemyk i zespołem Sceptic.
Żonaty, ma dwoje dzieci.

## Życiorys

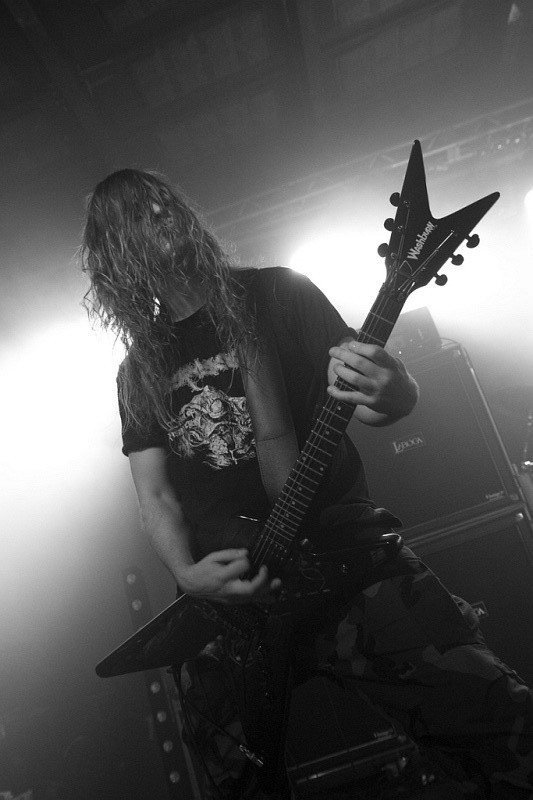
Wacław „Vogg” Kiełtyka podczas koncertu wraz z grupą Vader w ramach trasy koncertowej Winterfest 2009, 22 stycznia 2009 roku.

Wacław „Vogg” Kiełtyka działalność artystyczną rozpoczął w 1996 roku w zespole Decapitated, który założył wraz z młodszym bratem Witoldem. Skład uzupełniony został przez wokalistę Wojciecha „Saurona” Wąsowicza i basistę Marcina „Martina” Rygla. Młody zespół, pomimo trudności z lokalizacją sali prób, w krótkim czasie skomponował pierwsze nagrania. Debiutancki materiał demo został zarejestrowany w rok później i wydany na kasecie pt. Cemeteral Gardens. Kolejne kompozycje ukazały się w 1998 roku na kasecie zatytułowanej The Eye of Horus.
Również w 1998 roku Kiełtyka i Rygiel uzupełnili skład blackmetalowej grupy Lux Occulta. Muzycy wzięli udział w nagraniach wydanej rok później płyty pt. My Guardian Anger (1999). Za sprawą korespondującego z Kiełtyką lidera zespołu Vader, Piotra „Petera” Wiwczarka, zespół Decapitated uzyskał kontrakt menadżerski z Massive Music. Agencja w krótkim czasie doprowadziła do podpisania kontraktu z Wicked World, pododdziałem wytwórni muzycznej Earache Records. W 2000 roku ukazał się wyprodukowany przez Wiwczarka debiut Decapitated pt. Winds of Creation. Płyta zapoczątkowała popularność zespołu oraz uznanie wśród publiczności jak i dziennikarzy muzycznych. Czasopismo Metal Maniacs określiło grupę mianem nadziei death metalu, natomiast magazyn Terrorizer uznał najlepszym debiutem roku 2000.
W związku z obowiązkami szkolnymi Kiełtyka jak i pozostali członkowie zespołu nie mogli w pełni czynnie uczestniczyć w promocji albumu. Jednakże w okresie wakacji muzycy dali szereg koncertów w Europie. W 2001 roku ukazał się drugi album Lux Occulta z Kiełtyką w składzie pt. The Mother and the Enemy. Na początku 2002 roku ukazał się drugi album studyjny Decapitated pt. Nihility. Wydawnictwo również było promowane podczas koncertów m.in. wraz z grupami Incantation, Vader, Krisiun i Prejudice. W 2004 roku został wydany czwarty album Decapitated zatytułowany The Negation. W 2005 roku grupa odbyła pierwszą europejską trasę koncertową w roli headlinera. Latem tego samego roku grupę opuścił wieloletni wokalista grupy Wojciech „Sauron” Wasowicz, którego zastąpił Adrian „Covan” Kowanek. W nowym składzie został nagrany album pt. Organic Hallucinosis, wydany w 2006 roku. Również w 2006 roku Wacław „Vogg” Kiełtyka objął funkcję gitarzysty w koncertowym zespole wokalistki Renaty Przemyk. Pomimo sukcesów zespół Decapitated borykał się z problemami finansowymi oraz personalnymi.
W konsekwencji w 2007 roku z zespołu odszedł basista Marcin „Martin” Rygiel. W międzyczasie bez powodzenia Vogg wziął udział w przesłuchaniach na drugiego gitarzystę w zespole Morbid Angel. Pod koniec października 2007 roku, w trakcie trasy koncertowej w Europie wschodniej, zespół miał wypadek samochodowy. W wyniku odniesionych obrażeń śmierć poniósł brat Kiełtyki - Witold. Natomiast w wyniku błędów popełnionych w trakcie leczenia stan zdrowia Kowanka uległ znacznemu pogorszeniu. W następstwie choroba uniemożliwiła wokaliście dalszą działalność artystyczną.
Kiełtyka natomiast spędził kolejne miesiące w rodzinnym Krośnie. Następnie przeprowadził się do Krakowa, gdzie zaczął pracować jako sprzedawca w sklepie muzycznym. W 2008 roku na zaproszenie Piotra „Petera” Wiwczarka, Kiełtyka dołączył do zespołu Vader oraz grupy Jacka Hiro - Sceptic. Pomimo propozycji udziału w sesji nagraniowej ósmego albumu Vader pt. Necropolis, Kiełtyka odmówił ze względu na niedopełnienie warunków finansowych. Po odbyciu niemal 150 koncertów wraz z Vader Kiełtyka wznowił działalność Decapitated w odnowionym składzie. Muzyk do współpracy zaprosił perkusistę Kerima „Krimha” Lechnera, wokalistę Rafała Piotrowskiego oraz basistę Filipa „Heinricha” Hałuchę. Pod koniec 2010 roku po odbyciu licznych koncertów na całym świecie zespół rozpoczął prace nad nowym albumem. Również w 2010 roku muzyk opuścił także sporadycznie koncertujący zespół Sceptic.
Pod koniec września 2019 został ogłoszony gitarzystą Machine Head, przewidzianym do składu podczas trasy koncertowej w Europie, zaplanowanej z okazji 25. rocznicy wydania albumu Burn My Eyes. 17 lutego 2024 ogłosił, że udział w trasie po Ameryce Południowej w październiku 2023 był jego ostatnią działalnością w MH, tym samym potwierdzając odejście z grupy. Później zapowiedziano jego tymczasowe zastępstwo podczas koncertów MH latem 2025 w związków nieobecnością gitarzysty Reece’a Alana Scruggsa.

## Instrumentarium

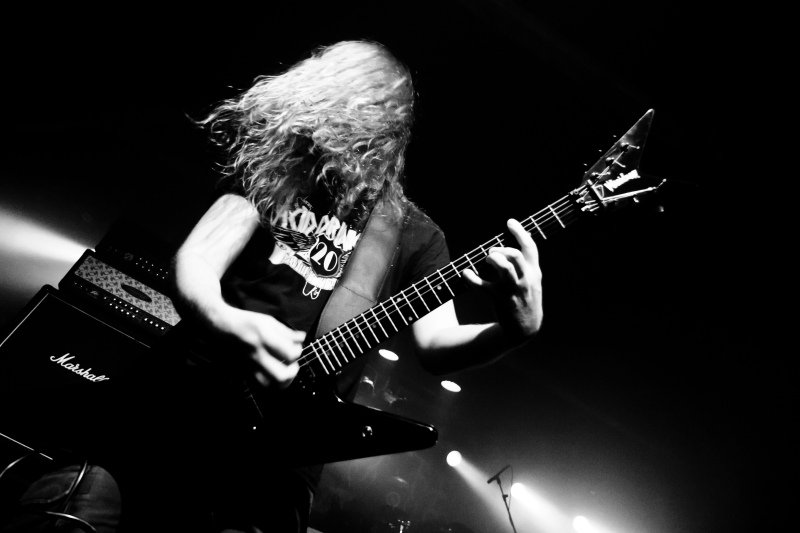
Wacław „Vogg” Kiełtyka podczas koncertu wraz z zespołem Decapitated w krakowskim klubie Loch Ness 14 października 2010 roku

Wacław „Vogg” Kiełtyka jako profesjonalny muzyk przez większość lat działalności artystycznej posługiwał się wykonanymi na zamówienie gitarami firmy Ran. Instrumenty były wyposażone w przystawki EMG-81 oraz system tremolo Floyd Rose, z kolei korpus został zainspirowany serią gitar B.C. Rich Ironbird. Wśród stosowanych przez muzyka wzmacniaczy znalazł się m.in. Mesa Boogie Dual Rectifier, który posłużył podczas nagrań debiutanckiego albumu formacji Decapitated pt. Winds of Creation (2000).
W 2002 roku podczas sesji nagraniowej płyty Nihility Kiełtyce posłużyły trzy wzmacniacze, w tym: Mesa Boogie Triple Rectifier, Crate Excalibur oraz Marshall Valvestate. Dwa lata później podczas prac nad płytą The Negation instrumentalista wykorzystał kolejny model wzmacniacza Mesa Boogie - Triple Rectifier. W trakcie prac nad wydanym w 2006 roku albumem Organic Hallucinosis zastosował wzmacniacz Randall Warhead, a także siedmiostrunową gitarę Ibanez Universe.
W 2006 roku podczas występów z wokalistką i autorką piosenek - Renatą Przemyk, Kiełtyka stosował elektryczną gitarę OLP MM4 SSPG RP oraz akustyczny model firmy Washburn EA10N 6. Po dołączeniu w 2008 roku do zespołu Vader, Vogg nabył wykonany na zamówienie model gitary Washburn Dime oraz fabryczny instrument Gibson Shred V. Pozostały sprzęt obejmował: wzmacniacz Laboga Mr. Hector, kolumny głośnikowe Laboga 4×12 V30, kable Laboga, efekty Boss NS-2 i DD-3, DigiTech Whammy, pedał Morley Bad Horsie II oraz zasilacze Line 6 i Yankee.
Po wznowieniu działalności zespołu Decapitated w 2009 gitarzysta podczas koncertów stosował wzmacniacze Randall RH300 oraz Laboga Mr. Hector. Podczas sesji piątego albumu Decapitated pt. Carnival is Forever (2011), Wacław Kiełtyka korzystał z sześciostrunowych gitar Dean ML Custom Shop i Gibson Shred V oraz siedmiostrunowej gitary ESP 7 Custom Shop należącej do Patryka „Setha” Sztybera znanego z występów w grupie Behemoth. Nadto używał kolejnej gitary Thor - produkcji Ran Guitars. Wśród zastosowanych wzmacniaczy gitarowych znalazły się takie modele jak: Crate Excalibur, Bogner Ubershall, Diesel Herbert, VHT Pitbull oraz Marshall Valvestate. Muzyk użył ponadto kolumn głośnikowych Mesa Boogie i Ashdown, strun Ernie Ball, kabli Laboga oraz szeregu efektów: BOSS DD-3, Digitech Whammy i Morley Bad Horsie. W 2012 roku został endorserem wzmacniaczy i kolumn głośnikowych firmy EVH. Z kolei od 2014 jest endorserem instrumentów firmy Ibanez. W 2023 roku Wacław we współpracy z MLC Amps stworzył swój sygnowany wzmacniacz MLC S_ZERO V Vogg, który jest jednym z najlepiej sprzedających się wzmacniaczy firmy. 

## Dyskografia
- Lux Occulta - My Guardian Anger (1999, Pagan Records, Metal Mind Productions)
- Lux Occulta - The Mother and the Enemy (2001, Metal Mind Productions, Maquiavel Music Ent.)
- Blindead - Autoscopia / Murder in Phazes (2008, Deadline Records, gościnnie)[27]
- Virgin Snatch - Act of Grace (2008, Mystic Production, gościnnie)[28]
- Thy Disease - Anshur-Za (2009, Mystic Production, gościnnie)
- Vader - Necropolis (2009, Nuclear Blast, tylko na płycie DVD)
- Neolith - Individual Infernal Idimmu (2009, Wydawnictwo Muzyczne Psycho, gościnnie)
- Crionics - N.O.I.R. (2010, MSR Productions, gościnnie)[29]
- Acid Drinkers - Fishdick Zwei – The Dick Is Rising Again (2010, Mystic Production, gościnnie)[30]
- Death Denied - Appetite For Booze (EP, 2011, wydanie własne, gościnnie)[31]
- Newbreed - Newbreed (2011, Metal Mind Productions, gościnnie)[32]
- Ketha - 2nd Sight (2012, Instant Classic, gościnnie)
- Lux Occulta - Kołysanki (2014, Trzecie Ucho)
- Frontside - Prawie martwy (2015, Mystic Production)[33]
- Whalesong - Disorder (2017, Old Temple, gościnnie)[34]